# 王様物語
『王様物語』（おうさまものがたり、Little King's Story）は、2009年9月3日にマーベラスエンターテイメントから発売されたWii用ゲームソフト。アメリカでは同年7月21日、ヨーロッパでは同年4月24日に発売された。
日本に先駆けて欧米で発売され高い評価を得た。日本でも週刊ファミ通のクロスレビューでプラチナ殿堂入りした。
TGS2007では2008年春の発売を予定していたが、2008年7月からプロデューサーの木村がディレクターを兼務するようになるなど、開発に遅れが目立った。発売時には素人の男性をアルバイトの「王様」として雇うなどのプロモーションが行われた。
2010年3月27日にはコマンド選択方式に操作が簡略化されたモバゲー版がリリースされた。

## あらすじ
内気な少年コロボは、ある日、森の中で不思議な王冠を見つけてかぶった。
すると、彼は王様になり、皆から信頼されるようになった。

## システム
プレイヤーは少年王・コロボを操作して、王国の運営のために様々なことを行う。
戦闘
戦闘は主にヘンナノ（モンスター）たちとの戦いと、七つの国の国王たちと戦う王ボスバトルがある。
プレイヤーは後ろからついてくる親衛隊を敵に向かって攻撃させることが可能である。Aボタンを押すことで親衛隊を突撃させ、Bボタンを押すことで退却させることが可能である。なお、コロボを囲めるほどの親衛隊の人数を増やすアイテムも存在する。
王ボスバトルでは、ボス撃破後、それぞれが持つピンクの壺から囚われの姫を解放し、自分のものにすることができる。
王国の発展
国民がごいけんBOXを通じて意見を投稿する形でクエストが発生する。また、クエストのほかにも、寄付目的やアイテム販売目的などで謁見に訪れるキャラクターも存在する。

## 登場人物
コロボ
主人公で、ひょんなことからアルポコ王国の王になる。王になった後は少々態度が大きくなった。
牛騎士パンチョ&ハウザー
真の王を求めてコロボのところに居ついた騎士とその相棒の牛。
リアム
大柄な体格の少年で、コロボが国王に就任した後は、なんでも大臣になった。
ウェルデ
強引だが明るい少女。コロボが国王に就任した後は、きろく大臣になった。
アプリコット姫
とても甘いキャンディー持っている、天然でドジっ子なお姫様。
ブーケ姫
ドブローク王の娘で、壺の中にいる。
フェルネ姫
妖艶で色っぽい大人のお姫様。
シズカ姫
UFOに拉致された経験を持つお姫様。変わったことを言い、いつも青く大きな卵を抱きかかえている。
スプモーニ姫
シシカバブウ王の前妻。ぽっちゃりした体格に違わず食いしん坊。
ココモパイン姫
花形の飾りが特徴のお姫様。
ガリガリレイ
アイデアが浮かぶと頭が光る、天文学者。
コツトン
トンコツ教の教祖で、祈りを欠かさない。トンスラが特徴。
マーテル姫
赤い車あかうま号に乗るのが大好きなお姫様。かわいい見た目に反して実は大人。

### 七つの国とその国王
まっくら谷
オニーたちのすみか。なお、オニーたちのピクルスは一般の動物をヘンナノにしてしまう性質がある。
オニーキング
オニーたちの王。あまりにも贅沢三昧だったため、玉座から動けない状態にある。
悩める国
悩ましいまでに国土が迷路になっている国。国民であるタマゴン人は頭に卵の殻をかぶったようなデザインになっており、いつも悩み事や考え事をしている。
オムレット王
悩める国の王。卵の中に閉じこもり、悩んでばかりいる。
背のびの国
背の高い人や体長の長い者が尊敬される国。
ロングソバージュ王
背のびの国の王で、長いひげとサングラスがトレードマーク。物理的な高さは地位の高さに比例すると考えており、国で一番高い山ソバマンジャロの頂上にいる。
よいどれの国
ドブローク王
よいどれの国の王。花見三昧の呑兵衛ながらも彼なりに国民の幸せを願っている。
たべごろの国
お菓子でできたような国。
シシカバブウ王
丸い体型が特徴の、甘いもの大好きな王様。
テレビの国
TVランチ
テレビの国の王で、自国で一番人気のニュースキャスターでもある。
できかけ島
いつも工事中の島。国民たちは『工作人間』と呼ばれる夏休み宿題系生命体で、文房具や牛乳パックなどを寄せ集めたような姿をしている。なお、表情が一種類しかなくいつも笑顔である。
ジャンボチャンプルン♪
できかけ島のごみ山で眠っているとされる王。

## おもなスタッフ
- プロデューサー&ディレクター：木村祥朗
- リードプログラマー：御姓智宏
- リードプランニング&シナリオ：池田トム
- キャラクターデザイン：皆葉英夫
- モンスターデザイン：倉島一幸
- AIプランナー：安永紀和
- サウンドデザイン：株式会社バンプール
- ミュージックアレンジャー&コンポーザー：蓑部雄崇
- ボレロ（M・ラヴェル）アレンジャー：下村陽子
- サウンドプロデュースマネージャー：牧野幸文
- シネマティクス：白組
- エグゼクティブプロデューサー：和田康宏

## 王と魔王と7人の姫君たち 〜新・王様物語〜
2011年8月25日のコナミプレスカンファレンスで発表され、2012年3月29日にPlayStation Vita向けにコナミデジタルエンタテインメントから発売された。
今作では、姫君たちに特殊能力が追加された。

### あらすじ
アルポコ王国での舞踏会の最中、魔物が乱入し城をのっとった。
全てを失ったコロボは、残された仲間と一緒に王国の再建を誓った。

### 登場人物
コロボ
主人公。
アプリコット
声-豊崎愛生
特殊能力は主人公の攻撃力を一時的に強化させる「パワーアップ」
シズカ
声-後藤沙緒里
特殊能力は動物やモンスターを仲間にできる「手なずけ」
さくら
声-斎藤千和
特殊能力は主人公にバリアを張る「バリア」
イリス
声-白石涼子
酒好きの姫。
特殊能力は親衛隊の行動スピードを一時的にアップさせる「作業スピードアップ」
アマービレ
声-加藤英美里
お菓子好きの姫。
特殊能力はケーキを作って体力を回復させる「回復」
ココモパイン
声-桃井はるこ
特殊能力は大声で敵を麻痺させる「スタン」
コリーナ
声-大谷育江

特殊能力は追尾レーザーを敵に向かって放つ「レーザー」
コツトン
声-酒巻光宏
フローレンス
声-原島梢
コツトンの姪である女医。
ハウザー
声-江原正士
リアム
声-金光宣明
アズール
声-内山昂輝
ハウザーの孫で、引退した祖父の代わりにコロボをサポートする。
ウェルデ
声-釘宮理恵
サミーラ
声-原紗友里
素材を合わせてアイテムを作る『合成屋』の主人。
ナイトメア
声-中尾隆聖